# Cối giã
Cối là dụng cụ để nghiền nhỏ hoặc tách lớp vỏ ngoài của phẩm vật.

## Phân loại
Cối bao gồm hai loại: cối giã và cối xay.
- Cối giã được kết hợp với chày để giã, hoặc nghiền, tán nguyên vật liệu. Thao tác giã được thực hiện khi tác động chày vào bề mặt cối theo phương thẳng đứng, trong khi đó thao tác nghiền hoặc tán được thực hiện với động tác xoay chày hoặc chuyển động chày qua lại tạo lực ma sát trong lòng cối.
- Cối xay không dùng chày mà các thành phần của cối sẽ tạo lực ma sát để xay nhuyễn nguyên vật liệu.

## Chất liệu chế tạo
Cối thường làm bằng đá, gọi là "cối đá", bằng gỗ cứng, gọi là "cối gỗ" hay đơn giản là "cối".

## Cốitrong văn hóa
Tiếng lóng "chày cối" (trong cãi chày cãi cối) là tính từ chỉ người không hành động theo luân lý thường tình trong giao tiếp, nhất là người không giữ tín nghĩa trong quan hệ tiền bạc hoặc tài sản.